# Walid Toufic
Walid Toutounj (en árabe: وليد توفيق) (Trípoli, 8 de abril de 1954) conocido por su nombre artístico Walid Toufic, es un cantante y actor libanés.

## Biografía
Walid Toufic, nació y creció con su familia musulmán sunita en Trípoli, Líbano. Posteriormente se trasladó al oeste de Beirut y vivió en la zona residencial de la calle Ibn Rashd. Su primer tutor era Amin Azar. Durante este período, Toufic trabajó para recaudar suficiente dinero para sus clases de música.
En 1973, participó en un programa de talento, llevando su carrera artística a un nivel más alto de popularidad. 
Su carrera como actor comenzó poco después, donde protagonizó películas con varias estrellas árabes, como Farid al-Atrash, Mariam Fakhr Eddine, Madiha Yousri, Samir Ghanem, Laila Elwi, Duraid Lahham, Hoda Sultán, Saeed Saleh, Raghda y Athar El- Hakim, entre otros. 
Está casado con Georgina Rizk, reina de la belleza ganadora del Miss Universo 1971, y tienen dos hijos.